# Königreich Arzach

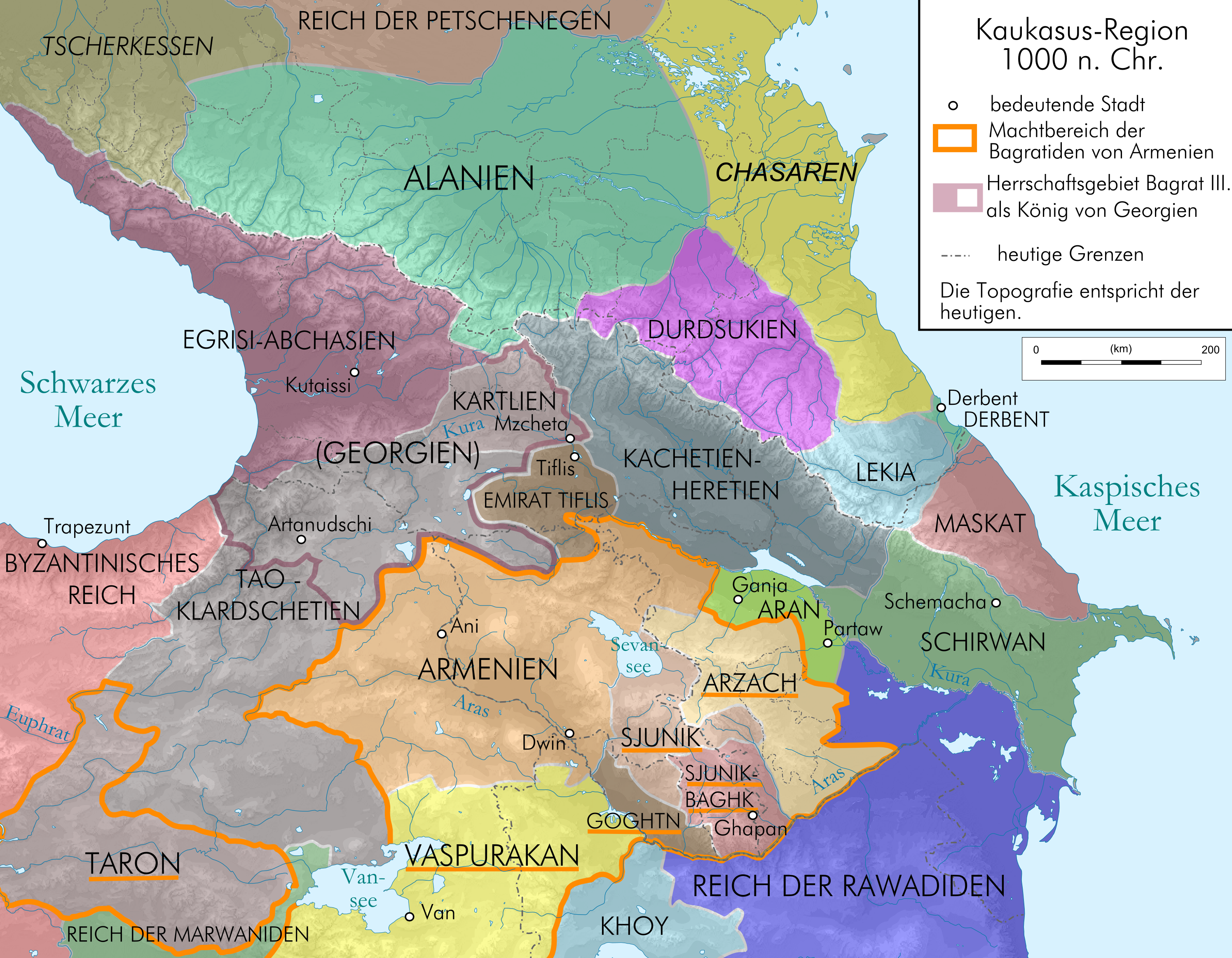
Kaukasusregion um 1000

Das Königreich Arzach (armenisch für Bergkarabach) war ein mittelalterliches armenisches Staatsgebilde der Bagratiden-Dynastie, das von etwa 1000 bis 1261 bestand und die Fürstentümer Chatschen, Gardman und Gegharkunik umfasste. Der genaue Status Arzachs innerhalb des armenischen Königreiches ist bis heute nicht geklärt. Nach der Eroberung durch die Ilchane 1261 verlor das Königreich seinen Status als unabhängiges Königreich, Arzach blieb aber ein autonomes Fürstentum. Bereits im 13. Jahrhundert begann dafür der Aufstieg des armenischen Fürstentums Chatschen um das 1216 gegründete Kloster Gandsassar im heutigen Bergkarabach und in dessen Nachfolge ab dem 15. Jahrhundert die Fünf Fürstentümer von Karabach als letzter Rest armenischer Selbständigkeit.